# Liste des ministres sud-africains du Tourisme
Les ministres du tourisme d'Afrique du Sud sont compétents pour tous les sujets relatifs aux activités touristiques.
Le département du tourisme était un département interne au ministère des affaires économiques avant que ne soit créé le ministère du tourisme en 1963 sous le gouvernement Verwoerd afin d'accompagner le développement du tourisme en Afrique du Sud. Il fut plusieurs fois associé à d'autres ministères comme le ministère de l'industrie et du commerce mais également le ministère de l’environnement.
Le département ministériel du tourisme est situé au 17 Trevenna Street, Tourism House, Sunnyside, Pretoria.

## Liste des ministres sud-africains du tourisme
| #   | Nom du ministre          | Visuel | Nom du Ministère                                                         | période                                   | parti |
| --- | ------------------------ | ------ | ------------------------------------------------------------------------ | ----------------------------------------- | ----- |
| 1.  | Frank Waring             |        | Ministre du tourisme                                                     | 1963 - 1972                               | NP    |
| 2.  | Owen Horwood             |        | Ministre du tourisme et des affaires indiennes                           | 1972 - 1974                               | NP    |
| 3.  | Chris Heunis             |        | Ministre du tourisme et des affaires indiennes                           | 1974 - 1975                               | NP    |
| 4.  | Marais Steyn             |        | Ministre des Affaires indiennes et du Tourisme                           | 1975 - 1978                               | NP    |
| 5.  | Louis Le Grange          |        | Ministre du tourisme et des travaux publics                              | 1978 - 1979                               | NP    |
| 6.  | Andries Treurnicht       |        | Ministre des travaux publics et du tourisme                              | 1979 - 1980                               | NP    |
| 7.  | Dawie de Villiers        |        | Ministre de l'Industrie, du Commerce et du Tourisme                      | 1980 - 1984                               | NP    |
| 8.  | John Wiley               |        | Ministre de l'Environnement et du Tourisme                               | 1984 - 1986                               | NP    |
| 9.  | Daniel Steyn             |        | Ministre des Affaires économiques et des Technologies                    | 1986 - 1989                               | NP    |
| 10. | Kent Durr                |        | Ministre du Commerce, du Tourisme et de l'Industrie                      | 1989 - 1991                               | NP    |
| 11. | Org Marais               |        | Ministre du Commerce, du Tourisme et de l'Industrie Ministre du tourisme | 1991 - 1992 - 1993                        | NP    |
| 12. | Bhadra Ranchod           |        | Ministre du Tourisme                                                     | 1993 - 1994                               | NP    |
| 13. | Dawie de Villiers        |        | Ministre de l'Environnement et du Tourisme                               | 11 mai 1994 - 30 juin 1996                | NP    |
| 14. | Pallo Jordan             |        | Ministre de l'Environnement et du Tourisme                               | 30 juin 1996 - juin 1999                  | ANC   |
| 15. | Valli Moosa              |        | Ministre de l'Environnement et du Tourisme                               | juin 1999 - avril 2004                    | ANC   |
| 16. | Marthinus van Schalkwyk  |        | Ministre de l'Environnement et du Tourisme Ministre du Tourisme          | 29 avril 2004 - 10 mai 2009 - 25 mai 2014 | ANC   |
| 17. | Derek Hanekom            |        | Ministre du Tourisme                                                     | 26 mai 2014 - 31 mars 2017                | ANC   |
| 18. | Tokozile Xasa            |        | Ministre du Tourisme                                                     | 31 mars 2017 - 28 février 2018            | ANC   |
| 19. | Derek Hanekom            |        | Ministre du Tourisme                                                     | 28 février 2018 - 30 mai 2019             | ANC   |
| 20. | Mmamoloko Kubayi-Ngubane |        | Ministre du Tourisme                                                     | 30 mai 2019 - 5 août 2021                 | ANC   |
| 21. | Lindiwe Sisulu           |        | Ministre du Tourisme                                                     | 5 août 2021-6 mars 2023                   | ANC   |
| 22. | Patricia de Lille        |        | Ministre du Tourisme                                                     | Depuis le 6 mars 2023                     | Good  |